# Todiramphus ruficollaris
El alción de Mangaia (Todiramphus ruficollaris) es una especie de ave coraciforme de la familia Halcyonidae endémica de Mangaia en las islas Cook.  

## Descripción
El alción de Mangaia mide unos 22 cm de largo, tiene una cabeza proporcionalmente grande y un gran pico negro. Tiene las partes superiores de color verde azulado y las partes inferiores blancas. Presenta una lista superciliar y el cuello de tonos anaranjado amarillentos, y su píleo es de color verde azulado como la banda que cruza sus ojos.

## Estado de conservación
Está amenazado por la pérdida de hábitat y por la introducción del miná común en las islas que compiten con ellos por las cavidades para anidar. La organización Taporoporo'anga Ipukarea Society, un socio de BirdLife International en las islas Cook; has propuesto un programa para eliminar a los minás de Mangaia.